# Kiara Nirghin
Kiara Nirghin (2000) es una inventora, científica y oradora sudafricana. Es conocida por su premiado trabajo sobre un método para aumentar la seguridad alimentaria en áreas afectadas por la sequía que ganó la Feria de Ciencias de Google 2016. Desde 2018, ha asistido a la Universidad de Stanford como estudiante.

## Innovación
A los dieciséis años ganó en la Google Science Fair. Es conocida por ser la única fundadora de su proyecto titulado: No más cultivos sedientos. En respuesta a una de las peores sequías de Sudáfrica en 45 años, con la precipitaciones más bajas desde 1904 y en 2015, el país solo recibió el 66 % de la precipitación promedio anual, Nirghin comenzó su investigación. Los SAP absorben y transportan aproximadamente 300 veces su peso en líquido en relación con su propia masa. Cuando un SAP se reticula con la polimerización, el producto son hidrogeles que retienen agua que actúan como un depósito de agua recolectada en el suelo. Sin embargo, estos SAP no son biodegradables, costosos y están llenos de ácido acrílico, hidróxido de sodio y otros químicos. Nirghin desarrolló un polímero superabsorbente único que retiene cientos de veces su peso en agua cuando se almacena en el suelo. Es biodegradable, económico y libre de productos químicos nocivos, a diferencia de los materiales artificiales que se utilizan actualmente. El polímero, elaborado completamente a partir de productos de desecho, mejora el medioambiente, aumenta la posibilidad de que las plantas mantengan el crecimiento en un 84 % durante una sequía y puede aumentar la seguridad alimentaria en un 73 % en las zonas afectadas por catástrofes

## Ocupaciones
Kiara Nirghin se pronunció a menudo sobre la importancia de diversificar los campos de STEM (Ciencia, Tecnología, Ingeniería y Matemáticas) para incluir a las jóvenes. Como oradora en TEDx y Forbes Africa se ha identificado a sí misma como una oradora influyente. En septiembre de 2017, fue ponente en la Conferencia Lead SA Change Makers. En 2018 fue nominada como finalista regional de los Jóvenes Campeones de la Tierra de las Naciones Unidas 2018.